# Ян Ольбрахт Васа
Ян Ольбрахт Васа, или Юхан Альбрехт Васа (пол. Jan Olbracht Waza, швед. Johann Albert Wasa; 25 июня 1612, Варшава — 29 декабря 1634, Падуя, Венецианская республика) — польский кардинал, принц Речи Посполитой из династии Васа, князь Священной римской империи, сенатор Речи Посполитой. Князь-епископ Эрмланда с 21 октября 1621 по 20 ноября 1632. Епископ Кракова с 20 ноября 1632 по 29 декабря 1634. Кардинал in pectore с 19 ноября 1629 по 20 декабря 1632. Кардинал-дьякон с титулярной диаконией Санта-Мария-ин-Аквиро с 20 декабря 1632 по 29 декабря 1634.

## Биография
Ян Ольбрахт Васа был сыном короля Польши и великого князя Литовского Сигизмунда III Васа и его супруги, эрцгерцогини Констанции Габсбург. Его старшим единокровным братом был король польский Владислав IV, старшим родным братом Яна Ольбрахта был король Ян II Казимир , младшим — епископ Кароль Фердинанд Ваза.
В 1621 году, в возрасте 9-ти лет, после смерти епископа Симона Рудницкого, Ян Ольбрахт становится князем-епископом Эрмланда (Вармии), 20 октября 1632 года — князем-епископом Краковским, и занимает оба этих поста до 1633 года. Образование получил в школе иезуитов. На его личные средства в вармийском городе Фромборке был возведён кафедральный собор, и для его служителей закуплены священные одеяния. В 1633 Ян Ольбрахт возводится в сан кардинала римским папой Урбаном VIII.
Скончался в Падуе, во время выполнения дипломатической миссии, с которой Ян Ольбрахт был отправлен в Италию единокровным братом, польским королём Владиславом IV, заболев оспой.